# دهستان کاوه آهنگر
دهستان کاوه آهنگر نام دهستانی در بخش مرکزی شهرستان چادگان، استان اصفهان در ایران است. براساس سرشماری مرکز آمار ایران در سال ۱۳۸۵، جمعیت آن ۵۸۸۴ نفر (۱۴۲۹ خانوار) بوده‌است.
مرکز این دهستان روستای مشهد کاوه است که بزرگترین روستای شهرستان نیز هست نام
این دهستان به سبب وجود قبر کاوه آهنگر در مشهدکاوه انتخاب شده و ریشه ای تاریخی دارد. 